# Torgeir Knag Fylkesnes

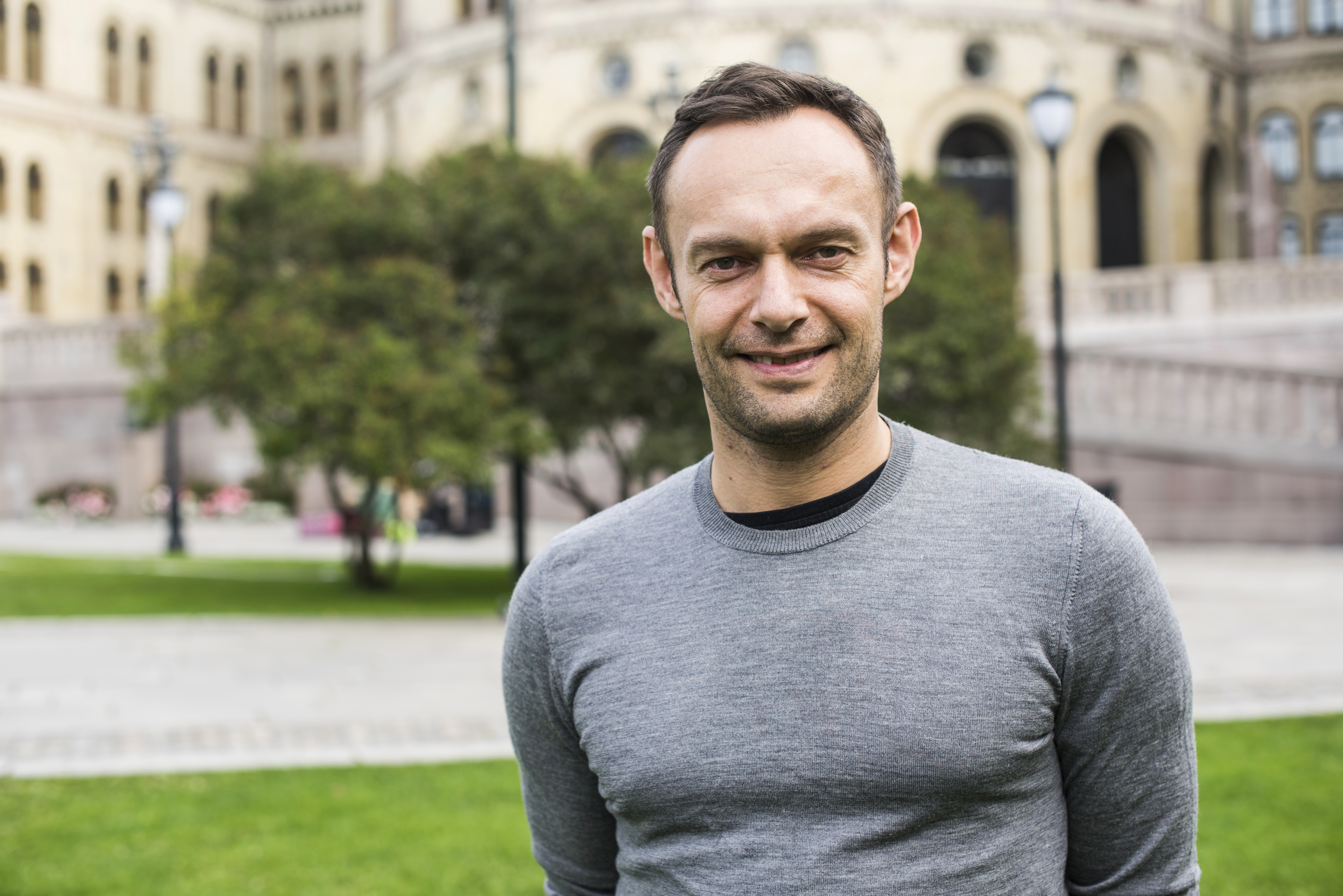
Torgeir Knag Fylkesnes, 2017

Torgeir Knag Fylkesnes (* 4. Juni 1975 in Tromsø) ist ein norwegischer Politiker der Sosialistisk Venstreparti (SV). Seit 2013 ist er Abgeordneter im Storting. Von 2019 bis 2025 war er stellvertretender Parteivorsitzender der SV.

## Leben
Fylkesnes, der zwischen 1983 und 1985 in Botswana lebte, studierte von 1994 bis 2002 Geschichte, Sozialanthropologie und Philosophie an der Universität Tromsø. Er saß von 1999 bis 2002 im Kommunalparlament von Tromsø. Im Jahr 1999 gründete er die Technologie- und PR-Gesellschaft ArcGiraff, bei der er sich bis 2013 betätigte. In der Zeit zwischen 2002 und 2007 fungierte er als Berater seiner Partei, der Sosialistisk Venstreparti. Zudem war er als Philosophie-Dozent an der Hochschule Telemark tätig. In der damaligen Provinz Troms war er in den Jahren 2011 bis 2012 der Parteivorsitzende der SV.
Bei der Parlamentswahl 2013 zog Fylkesnes als Spitzenkandidat für den Wahlkreis Troms erstmals in das norwegische Nationalparlament Storting ein. Bei der Wahl im September 2017 wurde er wiedergewählt. Er wurde zunächst Mitglied im Ausschuss für Kirchen, Bildung und Forschung, im Dezember 2015 wechselte er in den Wirtschaftsausschuss. Dort wurde er im Oktober 2017 stellvertretender Vorsitzender. Im Oktober 2017 wurde er von seiner Fraktion außerdem zum stellvertretenden Fraktionsvorsitzenden gewählt, was er bis zum Ende der Legislaturperiode blieb.
Auf einem Parteitag am 30. März 2019 setzte er sich gegen seine Gegenkandidatin Kari Elisabeth Kaski bei der Wahl zum stellvertretenden Parteivorsitzenden der SV durch. Nach der Stortingswahl 2021 wurde Fylkesnes erneut stellvertretender Vorsitzender des Wirtschaftsausschusses. Im Dezember 2024 wechselte er während der laufenden Legislaturperiode in den Finanzausschuss, in dem er den stellvertretenden Vorsitz von seiner Parteikollegin Kari Elisabeth Kaski übernahm. Im Januar 2025 gab er bekannt, dass er bei der Stortingswahl 2025 nicht erneut kandidieren werde und auch keine Wiederwahl als stellvertretender Vorsitzender der SV anstrebe. Fylkesnes begründete seine Entscheidung damit, dass er seinen privaten Alltag mit großen geografischen Abständen zwischen seinen Lebensmittelpunkten nicht gut mit seiner politischen Tätigkeit verbinden könne. Seine Zeit als stellvertretender Parteivorsitzender endete im März 2025, als Lars Haltbrekken zu seinem Nachfolger gewählt wurde.

## Positionen

### Energiepolitik
Fylkesnes beschäftigt sich vor allem mit nordnorwegischen Themen. Er tritt gegen eine Ausweitung der Erdölförderung weiter in den Norden, also in die Gebiete um Lofoten, Vesterålen und Senja, ein. Im Januar 2017 kritisierte er einen Vorschlag der Arbeiderpartiet (Ap), der seiner Meinung nach den Ausgangspunkt für einen solchen Ausbau darstellte. Im Juni 2016 schlug er vor, den Menschen, die aus einer südnorwegischen Provinz mit höherer Arbeitslosigkeit in den Norden ziehen, eine Einmalzahlung von 40.000 Kronen auszuzahlen.
Er befürwortet außerdem ein Verbot von Windkraftanlagen auf dem Land. Im Jahr 2019 scheiterte ein von ihm mitgetragener Vorschlag, ein Verbot in das Parteiprogramm der SV aufzunehmen.

### Steuer
Torgeir Knag Fylkesnes sprach sich im Dezember 2016 als fischereipolitischer Sprecher seiner Partei dafür aus, Lachs aus Lachsfarmen stärker zu besteuern. Er erklärte, dies sei nötig, da sich die Zucht im Laufe der Zeit auf wenige Wirtschaftsakteure konzentriert hätte und geschaffene Arbeitsplätze in der Branche durch die Technologisierung wieder wegfielen.

### Verkehr
Gemeinsam mit Per-Willy Amundsen (FrP) hatte er sich 2020 im Storting erfolglos für den Ausbau der Nord-Norgebanen bis nach Tromsø eingesetzt.